# 889

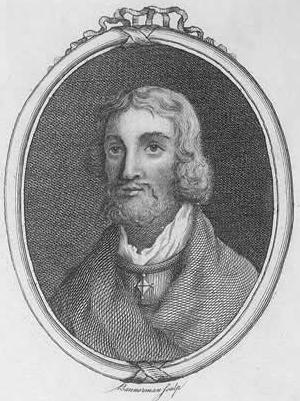
Koning Donald II van Schotland (889 - 900)

Het jaar 889 is het 89e jaar in de 9e eeuw volgens de christelijke jaartelling.

## Gebeurtenissen

### Brittannië
- Koning Eochaid van Strathclyde en zijn pleegvader Giric worden door plunderende Vikingen verbannen uit het koninkrijk. Donald II, een zoon van Constantine I, volgt hen op als koning van Alba (huidige Schotland).

### Europa
- 4 augustus - Gerulf, graaf van West-Frisia, ontvangt van koning Arnulf van Karinthië als beloning voor zijn rol bij het verdrijven van de Vikingen een aantal goederen in Teisterbant (o.a Tiel en Asch) in vol eigendom.
- Boris I, vorst (knjaz) van het Bulgaarse Rijk, treedt af na een regeerperiode van 36 jaar en trekt zich terug in een klooster. Zijn zoon Vladimir volgt hem op en voert hervormingen door op politiek en religieus gebied.
- Guido, hertog van Spoleto, verslaat zijn rivaal Berengarius I bij de rivier de Trebbia. Hij neemt het koningschap van Italië over en wordt in Pavia (Noord-Italië) door paus Stefanus V gekroond met de IJzeren Kroon.
- Arnulf van Karinthië erkent op een Rijksdag in Forchheim (huidige Beieren) zijn onwettige zoon Zwentibold als opvolger van het Oost-Frankische Rijk. Hij verleent de stad Osnabrück het recht om handel te drijven.
- Guido van Spoleto sticht het markgraafschap Ivrea (huidige Piëmont) en benoemt Anscarius als eerste markgraaf. (waarschijnlijke datum)
- Eerste schriftelijke vermeldingen van Aalburg, Dülmen en Zillertal.

### Arabische Rijk
- Khashkhash ibn Saeed ibn Aswad, een Moorse admiraal, steekt vanuit Palos de la Frontera (huidige Spanje) de Atlantische Oceaan over. Hij keert beladen terug met fabelachtige schatten. (waarschijnlijke datum)

### Azië
- Sugawara no Michizane, een Japanse edelman, wordt door keizer Uda benoemd tot 'minister van Rechts' (de op een na hoogste ministerstitel) in de keizerlijke regering.
- De stad Yasodharapura, later bekend als Angkor (huidige Cambodja), wordt gesticht. (waarschijnlijke datum)

### Meso-Amerika
- Rond deze periode worden de laatste gebouwen gebouwd die toebehoren aan de Mayacultuur (in de omgeving van Tikal) in Guatemala. (waarschijnlijke datum)

## Geboren
- Abd al-Rahman III, Arabisch kalief (overleden 961)
- Arnulf I, graaf van Vlaanderen (waarschijnlijke datum)

## Overleden
- Abu Dawud (72), Perzisch hadithverzamelaar
- Bořivoj I, hertog van Bohemen (of 888)
- Liutbert, aartsbisschop van Mainz